# Тема Загоруйко
Тема Загоруйко — тема в шахматной задаче, а также форма (вид) перемены игры с осуществлением не менее чем трёхфазной, единой для всех фаз, простой перемены игры с не менее чем двумя вариантами в каждой фазе. Впервые реализована Леонидом Загоруйко в 1948 году.
Загоруйко одним из первых композиторов систематически публиковал трёх- и четырёхфазные двухходовки. Вследствие этого Лошинский в 1950-х годах предложил именовать «темой Загоруйко» трёхфазные задачи с решением, иллюзорной игрой и ложным следом. Поэтому иногда к теме Загоруйко относят любой комплекс многофазной перемены игры. Однако позже в шахматной композиции закрепилось иное понимание этой темы.

## Примеры
|   | a | b | c | d | e | f | g | h |   |
| - | --- | --- | --- | --- | --- | --- | --- | --- | - |
| 8 | a8 белый король · b8 белый ферзь · g8 чёрный конь · h8 чёрный слон · e7 чёрная пешка · a6 чёрная пешка · c6 чёрная пешка · f5 белый конь · h5 белый конь · c4 белая пешка · e4 чёрный король · f4 белая пешка · g4 белый слон · a3 чёрный ферзь · h3 белая ладья · c2 белая пешка · d1 чёрный конь · e1 чёрная ладья | a8 белый король · b8 белый ферзь · g8 чёрный конь · h8 чёрный слон · e7 чёрная пешка · a6 чёрная пешка · c6 чёрная пешка · f5 белый конь · h5 белый конь · c4 белая пешка · e4 чёрный король · f4 белая пешка · g4 белый слон · a3 чёрный ферзь · h3 белая ладья · c2 белая пешка · d1 чёрный конь · e1 чёрная ладья | a8 белый король · b8 белый ферзь · g8 чёрный конь · h8 чёрный слон · e7 чёрная пешка · a6 чёрная пешка · c6 чёрная пешка · f5 белый конь · h5 белый конь · c4 белая пешка · e4 чёрный король · f4 белая пешка · g4 белый слон · a3 чёрный ферзь · h3 белая ладья · c2 белая пешка · d1 чёрный конь · e1 чёрная ладья | a8 белый король · b8 белый ферзь · g8 чёрный конь · h8 чёрный слон · e7 чёрная пешка · a6 чёрная пешка · c6 чёрная пешка · f5 белый конь · h5 белый конь · c4 белая пешка · e4 чёрный король · f4 белая пешка · g4 белый слон · a3 чёрный ферзь · h3 белая ладья · c2 белая пешка · d1 чёрный конь · e1 чёрная ладья | a8 белый король · b8 белый ферзь · g8 чёрный конь · h8 чёрный слон · e7 чёрная пешка · a6 чёрная пешка · c6 чёрная пешка · f5 белый конь · h5 белый конь · c4 белая пешка · e4 чёрный король · f4 белая пешка · g4 белый слон · a3 чёрный ферзь · h3 белая ладья · c2 белая пешка · d1 чёрный конь · e1 чёрная ладья | a8 белый король · b8 белый ферзь · g8 чёрный конь · h8 чёрный слон · e7 чёрная пешка · a6 чёрная пешка · c6 чёрная пешка · f5 белый конь · h5 белый конь · c4 белая пешка · e4 чёрный король · f4 белая пешка · g4 белый слон · a3 чёрный ферзь · h3 белая ладья · c2 белая пешка · d1 чёрный конь · e1 чёрная ладья | a8 белый король · b8 белый ферзь · g8 чёрный конь · h8 чёрный слон · e7 чёрная пешка · a6 чёрная пешка · c6 чёрная пешка · f5 белый конь · h5 белый конь · c4 белая пешка · e4 чёрный король · f4 белая пешка · g4 белый слон · a3 чёрный ферзь · h3 белая ладья · c2 белая пешка · d1 чёрный конь · e1 чёрная ладья | a8 белый король · b8 белый ферзь · g8 чёрный конь · h8 чёрный слон · e7 чёрная пешка · a6 чёрная пешка · c6 чёрная пешка · f5 белый конь · h5 белый конь · c4 белая пешка · e4 чёрный король · f4 белая пешка · g4 белый слон · a3 чёрный ферзь · h3 белая ладья · c2 белая пешка · d1 чёрный конь · e1 чёрная ладья | 8 |
| 7 | a8 белый король · b8 белый ферзь · g8 чёрный конь · h8 чёрный слон · e7 чёрная пешка · a6 чёрная пешка · c6 чёрная пешка · f5 белый конь · h5 белый конь · c4 белая пешка · e4 чёрный король · f4 белая пешка · g4 белый слон · a3 чёрный ферзь · h3 белая ладья · c2 белая пешка · d1 чёрный конь · e1 чёрная ладья | a8 белый король · b8 белый ферзь · g8 чёрный конь · h8 чёрный слон · e7 чёрная пешка · a6 чёрная пешка · c6 чёрная пешка · f5 белый конь · h5 белый конь · c4 белая пешка · e4 чёрный король · f4 белая пешка · g4 белый слон · a3 чёрный ферзь · h3 белая ладья · c2 белая пешка · d1 чёрный конь · e1 чёрная ладья | a8 белый король · b8 белый ферзь · g8 чёрный конь · h8 чёрный слон · e7 чёрная пешка · a6 чёрная пешка · c6 чёрная пешка · f5 белый конь · h5 белый конь · c4 белая пешка · e4 чёрный король · f4 белая пешка · g4 белый слон · a3 чёрный ферзь · h3 белая ладья · c2 белая пешка · d1 чёрный конь · e1 чёрная ладья | a8 белый король · b8 белый ферзь · g8 чёрный конь · h8 чёрный слон · e7 чёрная пешка · a6 чёрная пешка · c6 чёрная пешка · f5 белый конь · h5 белый конь · c4 белая пешка · e4 чёрный король · f4 белая пешка · g4 белый слон · a3 чёрный ферзь · h3 белая ладья · c2 белая пешка · d1 чёрный конь · e1 чёрная ладья | a8 белый король · b8 белый ферзь · g8 чёрный конь · h8 чёрный слон · e7 чёрная пешка · a6 чёрная пешка · c6 чёрная пешка · f5 белый конь · h5 белый конь · c4 белая пешка · e4 чёрный король · f4 белая пешка · g4 белый слон · a3 чёрный ферзь · h3 белая ладья · c2 белая пешка · d1 чёрный конь · e1 чёрная ладья | a8 белый король · b8 белый ферзь · g8 чёрный конь · h8 чёрный слон · e7 чёрная пешка · a6 чёрная пешка · c6 чёрная пешка · f5 белый конь · h5 белый конь · c4 белая пешка · e4 чёрный король · f4 белая пешка · g4 белый слон · a3 чёрный ферзь · h3 белая ладья · c2 белая пешка · d1 чёрный конь · e1 чёрная ладья | a8 белый король · b8 белый ферзь · g8 чёрный конь · h8 чёрный слон · e7 чёрная пешка · a6 чёрная пешка · c6 чёрная пешка · f5 белый конь · h5 белый конь · c4 белая пешка · e4 чёрный король · f4 белая пешка · g4 белый слон · a3 чёрный ферзь · h3 белая ладья · c2 белая пешка · d1 чёрный конь · e1 чёрная ладья | a8 белый король · b8 белый ферзь · g8 чёрный конь · h8 чёрный слон · e7 чёрная пешка · a6 чёрная пешка · c6 чёрная пешка · f5 белый конь · h5 белый конь · c4 белая пешка · e4 чёрный король · f4 белая пешка · g4 белый слон · a3 чёрный ферзь · h3 белая ладья · c2 белая пешка · d1 чёрный конь · e1 чёрная ладья | 7 |
| 6 | a8 белый король · b8 белый ферзь · g8 чёрный конь · h8 чёрный слон · e7 чёрная пешка · a6 чёрная пешка · c6 чёрная пешка · f5 белый конь · h5 белый конь · c4 белая пешка · e4 чёрный король · f4 белая пешка · g4 белый слон · a3 чёрный ферзь · h3 белая ладья · c2 белая пешка · d1 чёрный конь · e1 чёрная ладья | a8 белый король · b8 белый ферзь · g8 чёрный конь · h8 чёрный слон · e7 чёрная пешка · a6 чёрная пешка · c6 чёрная пешка · f5 белый конь · h5 белый конь · c4 белая пешка · e4 чёрный король · f4 белая пешка · g4 белый слон · a3 чёрный ферзь · h3 белая ладья · c2 белая пешка · d1 чёрный конь · e1 чёрная ладья | a8 белый король · b8 белый ферзь · g8 чёрный конь · h8 чёрный слон · e7 чёрная пешка · a6 чёрная пешка · c6 чёрная пешка · f5 белый конь · h5 белый конь · c4 белая пешка · e4 чёрный король · f4 белая пешка · g4 белый слон · a3 чёрный ферзь · h3 белая ладья · c2 белая пешка · d1 чёрный конь · e1 чёрная ладья | a8 белый король · b8 белый ферзь · g8 чёрный конь · h8 чёрный слон · e7 чёрная пешка · a6 чёрная пешка · c6 чёрная пешка · f5 белый конь · h5 белый конь · c4 белая пешка · e4 чёрный король · f4 белая пешка · g4 белый слон · a3 чёрный ферзь · h3 белая ладья · c2 белая пешка · d1 чёрный конь · e1 чёрная ладья | a8 белый король · b8 белый ферзь · g8 чёрный конь · h8 чёрный слон · e7 чёрная пешка · a6 чёрная пешка · c6 чёрная пешка · f5 белый конь · h5 белый конь · c4 белая пешка · e4 чёрный король · f4 белая пешка · g4 белый слон · a3 чёрный ферзь · h3 белая ладья · c2 белая пешка · d1 чёрный конь · e1 чёрная ладья | a8 белый король · b8 белый ферзь · g8 чёрный конь · h8 чёрный слон · e7 чёрная пешка · a6 чёрная пешка · c6 чёрная пешка · f5 белый конь · h5 белый конь · c4 белая пешка · e4 чёрный король · f4 белая пешка · g4 белый слон · a3 чёрный ферзь · h3 белая ладья · c2 белая пешка · d1 чёрный конь · e1 чёрная ладья | a8 белый король · b8 белый ферзь · g8 чёрный конь · h8 чёрный слон · e7 чёрная пешка · a6 чёрная пешка · c6 чёрная пешка · f5 белый конь · h5 белый конь · c4 белая пешка · e4 чёрный король · f4 белая пешка · g4 белый слон · a3 чёрный ферзь · h3 белая ладья · c2 белая пешка · d1 чёрный конь · e1 чёрная ладья | a8 белый король · b8 белый ферзь · g8 чёрный конь · h8 чёрный слон · e7 чёрная пешка · a6 чёрная пешка · c6 чёрная пешка · f5 белый конь · h5 белый конь · c4 белая пешка · e4 чёрный король · f4 белая пешка · g4 белый слон · a3 чёрный ферзь · h3 белая ладья · c2 белая пешка · d1 чёрный конь · e1 чёрная ладья | 6 |
| 5 | a8 белый король · b8 белый ферзь · g8 чёрный конь · h8 чёрный слон · e7 чёрная пешка · a6 чёрная пешка · c6 чёрная пешка · f5 белый конь · h5 белый конь · c4 белая пешка · e4 чёрный король · f4 белая пешка · g4 белый слон · a3 чёрный ферзь · h3 белая ладья · c2 белая пешка · d1 чёрный конь · e1 чёрная ладья | a8 белый король · b8 белый ферзь · g8 чёрный конь · h8 чёрный слон · e7 чёрная пешка · a6 чёрная пешка · c6 чёрная пешка · f5 белый конь · h5 белый конь · c4 белая пешка · e4 чёрный король · f4 белая пешка · g4 белый слон · a3 чёрный ферзь · h3 белая ладья · c2 белая пешка · d1 чёрный конь · e1 чёрная ладья | a8 белый король · b8 белый ферзь · g8 чёрный конь · h8 чёрный слон · e7 чёрная пешка · a6 чёрная пешка · c6 чёрная пешка · f5 белый конь · h5 белый конь · c4 белая пешка · e4 чёрный король · f4 белая пешка · g4 белый слон · a3 чёрный ферзь · h3 белая ладья · c2 белая пешка · d1 чёрный конь · e1 чёрная ладья | a8 белый король · b8 белый ферзь · g8 чёрный конь · h8 чёрный слон · e7 чёрная пешка · a6 чёрная пешка · c6 чёрная пешка · f5 белый конь · h5 белый конь · c4 белая пешка · e4 чёрный король · f4 белая пешка · g4 белый слон · a3 чёрный ферзь · h3 белая ладья · c2 белая пешка · d1 чёрный конь · e1 чёрная ладья | a8 белый король · b8 белый ферзь · g8 чёрный конь · h8 чёрный слон · e7 чёрная пешка · a6 чёрная пешка · c6 чёрная пешка · f5 белый конь · h5 белый конь · c4 белая пешка · e4 чёрный король · f4 белая пешка · g4 белый слон · a3 чёрный ферзь · h3 белая ладья · c2 белая пешка · d1 чёрный конь · e1 чёрная ладья | a8 белый король · b8 белый ферзь · g8 чёрный конь · h8 чёрный слон · e7 чёрная пешка · a6 чёрная пешка · c6 чёрная пешка · f5 белый конь · h5 белый конь · c4 белая пешка · e4 чёрный король · f4 белая пешка · g4 белый слон · a3 чёрный ферзь · h3 белая ладья · c2 белая пешка · d1 чёрный конь · e1 чёрная ладья | a8 белый король · b8 белый ферзь · g8 чёрный конь · h8 чёрный слон · e7 чёрная пешка · a6 чёрная пешка · c6 чёрная пешка · f5 белый конь · h5 белый конь · c4 белая пешка · e4 чёрный король · f4 белая пешка · g4 белый слон · a3 чёрный ферзь · h3 белая ладья · c2 белая пешка · d1 чёрный конь · e1 чёрная ладья | a8 белый король · b8 белый ферзь · g8 чёрный конь · h8 чёрный слон · e7 чёрная пешка · a6 чёрная пешка · c6 чёрная пешка · f5 белый конь · h5 белый конь · c4 белая пешка · e4 чёрный король · f4 белая пешка · g4 белый слон · a3 чёрный ферзь · h3 белая ладья · c2 белая пешка · d1 чёрный конь · e1 чёрная ладья | 5 |
| 4 | a8 белый король · b8 белый ферзь · g8 чёрный конь · h8 чёрный слон · e7 чёрная пешка · a6 чёрная пешка · c6 чёрная пешка · f5 белый конь · h5 белый конь · c4 белая пешка · e4 чёрный король · f4 белая пешка · g4 белый слон · a3 чёрный ферзь · h3 белая ладья · c2 белая пешка · d1 чёрный конь · e1 чёрная ладья | a8 белый король · b8 белый ферзь · g8 чёрный конь · h8 чёрный слон · e7 чёрная пешка · a6 чёрная пешка · c6 чёрная пешка · f5 белый конь · h5 белый конь · c4 белая пешка · e4 чёрный король · f4 белая пешка · g4 белый слон · a3 чёрный ферзь · h3 белая ладья · c2 белая пешка · d1 чёрный конь · e1 чёрная ладья | a8 белый король · b8 белый ферзь · g8 чёрный конь · h8 чёрный слон · e7 чёрная пешка · a6 чёрная пешка · c6 чёрная пешка · f5 белый конь · h5 белый конь · c4 белая пешка · e4 чёрный король · f4 белая пешка · g4 белый слон · a3 чёрный ферзь · h3 белая ладья · c2 белая пешка · d1 чёрный конь · e1 чёрная ладья | a8 белый король · b8 белый ферзь · g8 чёрный конь · h8 чёрный слон · e7 чёрная пешка · a6 чёрная пешка · c6 чёрная пешка · f5 белый конь · h5 белый конь · c4 белая пешка · e4 чёрный король · f4 белая пешка · g4 белый слон · a3 чёрный ферзь · h3 белая ладья · c2 белая пешка · d1 чёрный конь · e1 чёрная ладья | a8 белый король · b8 белый ферзь · g8 чёрный конь · h8 чёрный слон · e7 чёрная пешка · a6 чёрная пешка · c6 чёрная пешка · f5 белый конь · h5 белый конь · c4 белая пешка · e4 чёрный король · f4 белая пешка · g4 белый слон · a3 чёрный ферзь · h3 белая ладья · c2 белая пешка · d1 чёрный конь · e1 чёрная ладья | a8 белый король · b8 белый ферзь · g8 чёрный конь · h8 чёрный слон · e7 чёрная пешка · a6 чёрная пешка · c6 чёрная пешка · f5 белый конь · h5 белый конь · c4 белая пешка · e4 чёрный король · f4 белая пешка · g4 белый слон · a3 чёрный ферзь · h3 белая ладья · c2 белая пешка · d1 чёрный конь · e1 чёрная ладья | a8 белый король · b8 белый ферзь · g8 чёрный конь · h8 чёрный слон · e7 чёрная пешка · a6 чёрная пешка · c6 чёрная пешка · f5 белый конь · h5 белый конь · c4 белая пешка · e4 чёрный король · f4 белая пешка · g4 белый слон · a3 чёрный ферзь · h3 белая ладья · c2 белая пешка · d1 чёрный конь · e1 чёрная ладья | a8 белый король · b8 белый ферзь · g8 чёрный конь · h8 чёрный слон · e7 чёрная пешка · a6 чёрная пешка · c6 чёрная пешка · f5 белый конь · h5 белый конь · c4 белая пешка · e4 чёрный король · f4 белая пешка · g4 белый слон · a3 чёрный ферзь · h3 белая ладья · c2 белая пешка · d1 чёрный конь · e1 чёрная ладья | 4 |
| 3 | a8 белый король · b8 белый ферзь · g8 чёрный конь · h8 чёрный слон · e7 чёрная пешка · a6 чёрная пешка · c6 чёрная пешка · f5 белый конь · h5 белый конь · c4 белая пешка · e4 чёрный король · f4 белая пешка · g4 белый слон · a3 чёрный ферзь · h3 белая ладья · c2 белая пешка · d1 чёрный конь · e1 чёрная ладья | a8 белый король · b8 белый ферзь · g8 чёрный конь · h8 чёрный слон · e7 чёрная пешка · a6 чёрная пешка · c6 чёрная пешка · f5 белый конь · h5 белый конь · c4 белая пешка · e4 чёрный король · f4 белая пешка · g4 белый слон · a3 чёрный ферзь · h3 белая ладья · c2 белая пешка · d1 чёрный конь · e1 чёрная ладья | a8 белый король · b8 белый ферзь · g8 чёрный конь · h8 чёрный слон · e7 чёрная пешка · a6 чёрная пешка · c6 чёрная пешка · f5 белый конь · h5 белый конь · c4 белая пешка · e4 чёрный король · f4 белая пешка · g4 белый слон · a3 чёрный ферзь · h3 белая ладья · c2 белая пешка · d1 чёрный конь · e1 чёрная ладья | a8 белый король · b8 белый ферзь · g8 чёрный конь · h8 чёрный слон · e7 чёрная пешка · a6 чёрная пешка · c6 чёрная пешка · f5 белый конь · h5 белый конь · c4 белая пешка · e4 чёрный король · f4 белая пешка · g4 белый слон · a3 чёрный ферзь · h3 белая ладья · c2 белая пешка · d1 чёрный конь · e1 чёрная ладья | a8 белый король · b8 белый ферзь · g8 чёрный конь · h8 чёрный слон · e7 чёрная пешка · a6 чёрная пешка · c6 чёрная пешка · f5 белый конь · h5 белый конь · c4 белая пешка · e4 чёрный король · f4 белая пешка · g4 белый слон · a3 чёрный ферзь · h3 белая ладья · c2 белая пешка · d1 чёрный конь · e1 чёрная ладья | a8 белый король · b8 белый ферзь · g8 чёрный конь · h8 чёрный слон · e7 чёрная пешка · a6 чёрная пешка · c6 чёрная пешка · f5 белый конь · h5 белый конь · c4 белая пешка · e4 чёрный король · f4 белая пешка · g4 белый слон · a3 чёрный ферзь · h3 белая ладья · c2 белая пешка · d1 чёрный конь · e1 чёрная ладья | a8 белый король · b8 белый ферзь · g8 чёрный конь · h8 чёрный слон · e7 чёрная пешка · a6 чёрная пешка · c6 чёрная пешка · f5 белый конь · h5 белый конь · c4 белая пешка · e4 чёрный король · f4 белая пешка · g4 белый слон · a3 чёрный ферзь · h3 белая ладья · c2 белая пешка · d1 чёрный конь · e1 чёрная ладья | a8 белый король · b8 белый ферзь · g8 чёрный конь · h8 чёрный слон · e7 чёрная пешка · a6 чёрная пешка · c6 чёрная пешка · f5 белый конь · h5 белый конь · c4 белая пешка · e4 чёрный король · f4 белая пешка · g4 белый слон · a3 чёрный ферзь · h3 белая ладья · c2 белая пешка · d1 чёрный конь · e1 чёрная ладья | 3 |
| 2 | a8 белый король · b8 белый ферзь · g8 чёрный конь · h8 чёрный слон · e7 чёрная пешка · a6 чёрная пешка · c6 чёрная пешка · f5 белый конь · h5 белый конь · c4 белая пешка · e4 чёрный король · f4 белая пешка · g4 белый слон · a3 чёрный ферзь · h3 белая ладья · c2 белая пешка · d1 чёрный конь · e1 чёрная ладья | a8 белый король · b8 белый ферзь · g8 чёрный конь · h8 чёрный слон · e7 чёрная пешка · a6 чёрная пешка · c6 чёрная пешка · f5 белый конь · h5 белый конь · c4 белая пешка · e4 чёрный король · f4 белая пешка · g4 белый слон · a3 чёрный ферзь · h3 белая ладья · c2 белая пешка · d1 чёрный конь · e1 чёрная ладья | a8 белый король · b8 белый ферзь · g8 чёрный конь · h8 чёрный слон · e7 чёрная пешка · a6 чёрная пешка · c6 чёрная пешка · f5 белый конь · h5 белый конь · c4 белая пешка · e4 чёрный король · f4 белая пешка · g4 белый слон · a3 чёрный ферзь · h3 белая ладья · c2 белая пешка · d1 чёрный конь · e1 чёрная ладья | a8 белый король · b8 белый ферзь · g8 чёрный конь · h8 чёрный слон · e7 чёрная пешка · a6 чёрная пешка · c6 чёрная пешка · f5 белый конь · h5 белый конь · c4 белая пешка · e4 чёрный король · f4 белая пешка · g4 белый слон · a3 чёрный ферзь · h3 белая ладья · c2 белая пешка · d1 чёрный конь · e1 чёрная ладья | a8 белый король · b8 белый ферзь · g8 чёрный конь · h8 чёрный слон · e7 чёрная пешка · a6 чёрная пешка · c6 чёрная пешка · f5 белый конь · h5 белый конь · c4 белая пешка · e4 чёрный король · f4 белая пешка · g4 белый слон · a3 чёрный ферзь · h3 белая ладья · c2 белая пешка · d1 чёрный конь · e1 чёрная ладья | a8 белый король · b8 белый ферзь · g8 чёрный конь · h8 чёрный слон · e7 чёрная пешка · a6 чёрная пешка · c6 чёрная пешка · f5 белый конь · h5 белый конь · c4 белая пешка · e4 чёрный король · f4 белая пешка · g4 белый слон · a3 чёрный ферзь · h3 белая ладья · c2 белая пешка · d1 чёрный конь · e1 чёрная ладья | a8 белый король · b8 белый ферзь · g8 чёрный конь · h8 чёрный слон · e7 чёрная пешка · a6 чёрная пешка · c6 чёрная пешка · f5 белый конь · h5 белый конь · c4 белая пешка · e4 чёрный король · f4 белая пешка · g4 белый слон · a3 чёрный ферзь · h3 белая ладья · c2 белая пешка · d1 чёрный конь · e1 чёрная ладья | a8 белый король · b8 белый ферзь · g8 чёрный конь · h8 чёрный слон · e7 чёрная пешка · a6 чёрная пешка · c6 чёрная пешка · f5 белый конь · h5 белый конь · c4 белая пешка · e4 чёрный король · f4 белая пешка · g4 белый слон · a3 чёрный ферзь · h3 белая ладья · c2 белая пешка · d1 чёрный конь · e1 чёрная ладья | 2 |
| 1 | a8 белый король · b8 белый ферзь · g8 чёрный конь · h8 чёрный слон · e7 чёрная пешка · a6 чёрная пешка · c6 чёрная пешка · f5 белый конь · h5 белый конь · c4 белая пешка · e4 чёрный король · f4 белая пешка · g4 белый слон · a3 чёрный ферзь · h3 белая ладья · c2 белая пешка · d1 чёрный конь · e1 чёрная ладья | a8 белый король · b8 белый ферзь · g8 чёрный конь · h8 чёрный слон · e7 чёрная пешка · a6 чёрная пешка · c6 чёрная пешка · f5 белый конь · h5 белый конь · c4 белая пешка · e4 чёрный король · f4 белая пешка · g4 белый слон · a3 чёрный ферзь · h3 белая ладья · c2 белая пешка · d1 чёрный конь · e1 чёрная ладья | a8 белый король · b8 белый ферзь · g8 чёрный конь · h8 чёрный слон · e7 чёрная пешка · a6 чёрная пешка · c6 чёрная пешка · f5 белый конь · h5 белый конь · c4 белая пешка · e4 чёрный король · f4 белая пешка · g4 белый слон · a3 чёрный ферзь · h3 белая ладья · c2 белая пешка · d1 чёрный конь · e1 чёрная ладья | a8 белый король · b8 белый ферзь · g8 чёрный конь · h8 чёрный слон · e7 чёрная пешка · a6 чёрная пешка · c6 чёрная пешка · f5 белый конь · h5 белый конь · c4 белая пешка · e4 чёрный король · f4 белая пешка · g4 белый слон · a3 чёрный ферзь · h3 белая ладья · c2 белая пешка · d1 чёрный конь · e1 чёрная ладья | a8 белый король · b8 белый ферзь · g8 чёрный конь · h8 чёрный слон · e7 чёрная пешка · a6 чёрная пешка · c6 чёрная пешка · f5 белый конь · h5 белый конь · c4 белая пешка · e4 чёрный король · f4 белая пешка · g4 белый слон · a3 чёрный ферзь · h3 белая ладья · c2 белая пешка · d1 чёрный конь · e1 чёрная ладья | a8 белый король · b8 белый ферзь · g8 чёрный конь · h8 чёрный слон · e7 чёрная пешка · a6 чёрная пешка · c6 чёрная пешка · f5 белый конь · h5 белый конь · c4 белая пешка · e4 чёрный король · f4 белая пешка · g4 белый слон · a3 чёрный ферзь · h3 белая ладья · c2 белая пешка · d1 чёрный конь · e1 чёрная ладья | a8 белый король · b8 белый ферзь · g8 чёрный конь · h8 чёрный слон · e7 чёрная пешка · a6 чёрная пешка · c6 чёрная пешка · f5 белый конь · h5 белый конь · c4 белая пешка · e4 чёрный король · f4 белая пешка · g4 белый слон · a3 чёрный ферзь · h3 белая ладья · c2 белая пешка · d1 чёрный конь · e1 чёрная ладья | a8 белый король · b8 белый ферзь · g8 чёрный конь · h8 чёрный слон · e7 чёрная пешка · a6 чёрная пешка · c6 чёрная пешка · f5 белый конь · h5 белый конь · c4 белая пешка · e4 чёрный король · f4 белая пешка · g4 белый слон · a3 чёрный ферзь · h3 белая ладья · c2 белая пешка · d1 чёрный конь · e1 чёрная ладья | 1 |
|   | a | b | c | d | e | f | g | h |   |

Иллюзорная игра:

1... Кf6 2. Фе5# и 1... Кc3 2. Кhg3# (1. Фc7? Фd6!).
Тематический ложный след:

1. Фb6? (угроза 2. Ф:c6#)

1... Кf6 2. Фd4# и 1... Кc3 2. Кfg3#, но 1... Фc5!
Решение:

1. Фc8! (угроза 2. Ф:c6#)

1... Кf6 2.Фe6# и 1... Кc3 2.Сf3#
|   | a | b | c | d | e | f | g | h |   |
| - | --- | --- | --- | --- | --- | --- | --- | --- | - |
| 8 | f8 белый слон · a7 чёрная ладья · c7 чёрный слон · f7 чёрная пешка · h7 белый слон · c6 чёрная пешка · e6 чёрный король · f6 чёрный конь · h6 белая ладья · e5 белый конь · h5 чёрная ладья · d4 белый ферзь · g4 белая пешка · b1 чёрный конь · c1 белый король · d1 белая ладья | f8 белый слон · a7 чёрная ладья · c7 чёрный слон · f7 чёрная пешка · h7 белый слон · c6 чёрная пешка · e6 чёрный король · f6 чёрный конь · h6 белая ладья · e5 белый конь · h5 чёрная ладья · d4 белый ферзь · g4 белая пешка · b1 чёрный конь · c1 белый король · d1 белая ладья | f8 белый слон · a7 чёрная ладья · c7 чёрный слон · f7 чёрная пешка · h7 белый слон · c6 чёрная пешка · e6 чёрный король · f6 чёрный конь · h6 белая ладья · e5 белый конь · h5 чёрная ладья · d4 белый ферзь · g4 белая пешка · b1 чёрный конь · c1 белый король · d1 белая ладья | f8 белый слон · a7 чёрная ладья · c7 чёрный слон · f7 чёрная пешка · h7 белый слон · c6 чёрная пешка · e6 чёрный король · f6 чёрный конь · h6 белая ладья · e5 белый конь · h5 чёрная ладья · d4 белый ферзь · g4 белая пешка · b1 чёрный конь · c1 белый король · d1 белая ладья | f8 белый слон · a7 чёрная ладья · c7 чёрный слон · f7 чёрная пешка · h7 белый слон · c6 чёрная пешка · e6 чёрный король · f6 чёрный конь · h6 белая ладья · e5 белый конь · h5 чёрная ладья · d4 белый ферзь · g4 белая пешка · b1 чёрный конь · c1 белый король · d1 белая ладья | f8 белый слон · a7 чёрная ладья · c7 чёрный слон · f7 чёрная пешка · h7 белый слон · c6 чёрная пешка · e6 чёрный король · f6 чёрный конь · h6 белая ладья · e5 белый конь · h5 чёрная ладья · d4 белый ферзь · g4 белая пешка · b1 чёрный конь · c1 белый король · d1 белая ладья | f8 белый слон · a7 чёрная ладья · c7 чёрный слон · f7 чёрная пешка · h7 белый слон · c6 чёрная пешка · e6 чёрный король · f6 чёрный конь · h6 белая ладья · e5 белый конь · h5 чёрная ладья · d4 белый ферзь · g4 белая пешка · b1 чёрный конь · c1 белый король · d1 белая ладья | f8 белый слон · a7 чёрная ладья · c7 чёрный слон · f7 чёрная пешка · h7 белый слон · c6 чёрная пешка · e6 чёрный король · f6 чёрный конь · h6 белая ладья · e5 белый конь · h5 чёрная ладья · d4 белый ферзь · g4 белая пешка · b1 чёрный конь · c1 белый король · d1 белая ладья | 8 |
| 7 | f8 белый слон · a7 чёрная ладья · c7 чёрный слон · f7 чёрная пешка · h7 белый слон · c6 чёрная пешка · e6 чёрный король · f6 чёрный конь · h6 белая ладья · e5 белый конь · h5 чёрная ладья · d4 белый ферзь · g4 белая пешка · b1 чёрный конь · c1 белый король · d1 белая ладья | f8 белый слон · a7 чёрная ладья · c7 чёрный слон · f7 чёрная пешка · h7 белый слон · c6 чёрная пешка · e6 чёрный король · f6 чёрный конь · h6 белая ладья · e5 белый конь · h5 чёрная ладья · d4 белый ферзь · g4 белая пешка · b1 чёрный конь · c1 белый король · d1 белая ладья | f8 белый слон · a7 чёрная ладья · c7 чёрный слон · f7 чёрная пешка · h7 белый слон · c6 чёрная пешка · e6 чёрный король · f6 чёрный конь · h6 белая ладья · e5 белый конь · h5 чёрная ладья · d4 белый ферзь · g4 белая пешка · b1 чёрный конь · c1 белый король · d1 белая ладья | f8 белый слон · a7 чёрная ладья · c7 чёрный слон · f7 чёрная пешка · h7 белый слон · c6 чёрная пешка · e6 чёрный король · f6 чёрный конь · h6 белая ладья · e5 белый конь · h5 чёрная ладья · d4 белый ферзь · g4 белая пешка · b1 чёрный конь · c1 белый король · d1 белая ладья | f8 белый слон · a7 чёрная ладья · c7 чёрный слон · f7 чёрная пешка · h7 белый слон · c6 чёрная пешка · e6 чёрный король · f6 чёрный конь · h6 белая ладья · e5 белый конь · h5 чёрная ладья · d4 белый ферзь · g4 белая пешка · b1 чёрный конь · c1 белый король · d1 белая ладья | f8 белый слон · a7 чёрная ладья · c7 чёрный слон · f7 чёрная пешка · h7 белый слон · c6 чёрная пешка · e6 чёрный король · f6 чёрный конь · h6 белая ладья · e5 белый конь · h5 чёрная ладья · d4 белый ферзь · g4 белая пешка · b1 чёрный конь · c1 белый король · d1 белая ладья | f8 белый слон · a7 чёрная ладья · c7 чёрный слон · f7 чёрная пешка · h7 белый слон · c6 чёрная пешка · e6 чёрный король · f6 чёрный конь · h6 белая ладья · e5 белый конь · h5 чёрная ладья · d4 белый ферзь · g4 белая пешка · b1 чёрный конь · c1 белый король · d1 белая ладья | f8 белый слон · a7 чёрная ладья · c7 чёрный слон · f7 чёрная пешка · h7 белый слон · c6 чёрная пешка · e6 чёрный король · f6 чёрный конь · h6 белая ладья · e5 белый конь · h5 чёрная ладья · d4 белый ферзь · g4 белая пешка · b1 чёрный конь · c1 белый король · d1 белая ладья | 7 |
| 6 | f8 белый слон · a7 чёрная ладья · c7 чёрный слон · f7 чёрная пешка · h7 белый слон · c6 чёрная пешка · e6 чёрный король · f6 чёрный конь · h6 белая ладья · e5 белый конь · h5 чёрная ладья · d4 белый ферзь · g4 белая пешка · b1 чёрный конь · c1 белый король · d1 белая ладья | f8 белый слон · a7 чёрная ладья · c7 чёрный слон · f7 чёрная пешка · h7 белый слон · c6 чёрная пешка · e6 чёрный король · f6 чёрный конь · h6 белая ладья · e5 белый конь · h5 чёрная ладья · d4 белый ферзь · g4 белая пешка · b1 чёрный конь · c1 белый король · d1 белая ладья | f8 белый слон · a7 чёрная ладья · c7 чёрный слон · f7 чёрная пешка · h7 белый слон · c6 чёрная пешка · e6 чёрный король · f6 чёрный конь · h6 белая ладья · e5 белый конь · h5 чёрная ладья · d4 белый ферзь · g4 белая пешка · b1 чёрный конь · c1 белый король · d1 белая ладья | f8 белый слон · a7 чёрная ладья · c7 чёрный слон · f7 чёрная пешка · h7 белый слон · c6 чёрная пешка · e6 чёрный король · f6 чёрный конь · h6 белая ладья · e5 белый конь · h5 чёрная ладья · d4 белый ферзь · g4 белая пешка · b1 чёрный конь · c1 белый король · d1 белая ладья | f8 белый слон · a7 чёрная ладья · c7 чёрный слон · f7 чёрная пешка · h7 белый слон · c6 чёрная пешка · e6 чёрный король · f6 чёрный конь · h6 белая ладья · e5 белый конь · h5 чёрная ладья · d4 белый ферзь · g4 белая пешка · b1 чёрный конь · c1 белый король · d1 белая ладья | f8 белый слон · a7 чёрная ладья · c7 чёрный слон · f7 чёрная пешка · h7 белый слон · c6 чёрная пешка · e6 чёрный король · f6 чёрный конь · h6 белая ладья · e5 белый конь · h5 чёрная ладья · d4 белый ферзь · g4 белая пешка · b1 чёрный конь · c1 белый король · d1 белая ладья | f8 белый слон · a7 чёрная ладья · c7 чёрный слон · f7 чёрная пешка · h7 белый слон · c6 чёрная пешка · e6 чёрный король · f6 чёрный конь · h6 белая ладья · e5 белый конь · h5 чёрная ладья · d4 белый ферзь · g4 белая пешка · b1 чёрный конь · c1 белый король · d1 белая ладья | f8 белый слон · a7 чёрная ладья · c7 чёрный слон · f7 чёрная пешка · h7 белый слон · c6 чёрная пешка · e6 чёрный король · f6 чёрный конь · h6 белая ладья · e5 белый конь · h5 чёрная ладья · d4 белый ферзь · g4 белая пешка · b1 чёрный конь · c1 белый король · d1 белая ладья | 6 |
| 5 | f8 белый слон · a7 чёрная ладья · c7 чёрный слон · f7 чёрная пешка · h7 белый слон · c6 чёрная пешка · e6 чёрный король · f6 чёрный конь · h6 белая ладья · e5 белый конь · h5 чёрная ладья · d4 белый ферзь · g4 белая пешка · b1 чёрный конь · c1 белый король · d1 белая ладья | f8 белый слон · a7 чёрная ладья · c7 чёрный слон · f7 чёрная пешка · h7 белый слон · c6 чёрная пешка · e6 чёрный король · f6 чёрный конь · h6 белая ладья · e5 белый конь · h5 чёрная ладья · d4 белый ферзь · g4 белая пешка · b1 чёрный конь · c1 белый король · d1 белая ладья | f8 белый слон · a7 чёрная ладья · c7 чёрный слон · f7 чёрная пешка · h7 белый слон · c6 чёрная пешка · e6 чёрный король · f6 чёрный конь · h6 белая ладья · e5 белый конь · h5 чёрная ладья · d4 белый ферзь · g4 белая пешка · b1 чёрный конь · c1 белый король · d1 белая ладья | f8 белый слон · a7 чёрная ладья · c7 чёрный слон · f7 чёрная пешка · h7 белый слон · c6 чёрная пешка · e6 чёрный король · f6 чёрный конь · h6 белая ладья · e5 белый конь · h5 чёрная ладья · d4 белый ферзь · g4 белая пешка · b1 чёрный конь · c1 белый король · d1 белая ладья | f8 белый слон · a7 чёрная ладья · c7 чёрный слон · f7 чёрная пешка · h7 белый слон · c6 чёрная пешка · e6 чёрный король · f6 чёрный конь · h6 белая ладья · e5 белый конь · h5 чёрная ладья · d4 белый ферзь · g4 белая пешка · b1 чёрный конь · c1 белый король · d1 белая ладья | f8 белый слон · a7 чёрная ладья · c7 чёрный слон · f7 чёрная пешка · h7 белый слон · c6 чёрная пешка · e6 чёрный король · f6 чёрный конь · h6 белая ладья · e5 белый конь · h5 чёрная ладья · d4 белый ферзь · g4 белая пешка · b1 чёрный конь · c1 белый король · d1 белая ладья | f8 белый слон · a7 чёрная ладья · c7 чёрный слон · f7 чёрная пешка · h7 белый слон · c6 чёрная пешка · e6 чёрный король · f6 чёрный конь · h6 белая ладья · e5 белый конь · h5 чёрная ладья · d4 белый ферзь · g4 белая пешка · b1 чёрный конь · c1 белый король · d1 белая ладья | f8 белый слон · a7 чёрная ладья · c7 чёрный слон · f7 чёрная пешка · h7 белый слон · c6 чёрная пешка · e6 чёрный король · f6 чёрный конь · h6 белая ладья · e5 белый конь · h5 чёрная ладья · d4 белый ферзь · g4 белая пешка · b1 чёрный конь · c1 белый король · d1 белая ладья | 5 |
| 4 | f8 белый слон · a7 чёрная ладья · c7 чёрный слон · f7 чёрная пешка · h7 белый слон · c6 чёрная пешка · e6 чёрный король · f6 чёрный конь · h6 белая ладья · e5 белый конь · h5 чёрная ладья · d4 белый ферзь · g4 белая пешка · b1 чёрный конь · c1 белый король · d1 белая ладья | f8 белый слон · a7 чёрная ладья · c7 чёрный слон · f7 чёрная пешка · h7 белый слон · c6 чёрная пешка · e6 чёрный король · f6 чёрный конь · h6 белая ладья · e5 белый конь · h5 чёрная ладья · d4 белый ферзь · g4 белая пешка · b1 чёрный конь · c1 белый король · d1 белая ладья | f8 белый слон · a7 чёрная ладья · c7 чёрный слон · f7 чёрная пешка · h7 белый слон · c6 чёрная пешка · e6 чёрный король · f6 чёрный конь · h6 белая ладья · e5 белый конь · h5 чёрная ладья · d4 белый ферзь · g4 белая пешка · b1 чёрный конь · c1 белый король · d1 белая ладья | f8 белый слон · a7 чёрная ладья · c7 чёрный слон · f7 чёрная пешка · h7 белый слон · c6 чёрная пешка · e6 чёрный король · f6 чёрный конь · h6 белая ладья · e5 белый конь · h5 чёрная ладья · d4 белый ферзь · g4 белая пешка · b1 чёрный конь · c1 белый король · d1 белая ладья | f8 белый слон · a7 чёрная ладья · c7 чёрный слон · f7 чёрная пешка · h7 белый слон · c6 чёрная пешка · e6 чёрный король · f6 чёрный конь · h6 белая ладья · e5 белый конь · h5 чёрная ладья · d4 белый ферзь · g4 белая пешка · b1 чёрный конь · c1 белый король · d1 белая ладья | f8 белый слон · a7 чёрная ладья · c7 чёрный слон · f7 чёрная пешка · h7 белый слон · c6 чёрная пешка · e6 чёрный король · f6 чёрный конь · h6 белая ладья · e5 белый конь · h5 чёрная ладья · d4 белый ферзь · g4 белая пешка · b1 чёрный конь · c1 белый король · d1 белая ладья | f8 белый слон · a7 чёрная ладья · c7 чёрный слон · f7 чёрная пешка · h7 белый слон · c6 чёрная пешка · e6 чёрный король · f6 чёрный конь · h6 белая ладья · e5 белый конь · h5 чёрная ладья · d4 белый ферзь · g4 белая пешка · b1 чёрный конь · c1 белый король · d1 белая ладья | f8 белый слон · a7 чёрная ладья · c7 чёрный слон · f7 чёрная пешка · h7 белый слон · c6 чёрная пешка · e6 чёрный король · f6 чёрный конь · h6 белая ладья · e5 белый конь · h5 чёрная ладья · d4 белый ферзь · g4 белая пешка · b1 чёрный конь · c1 белый король · d1 белая ладья | 4 |
| 3 | f8 белый слон · a7 чёрная ладья · c7 чёрный слон · f7 чёрная пешка · h7 белый слон · c6 чёрная пешка · e6 чёрный король · f6 чёрный конь · h6 белая ладья · e5 белый конь · h5 чёрная ладья · d4 белый ферзь · g4 белая пешка · b1 чёрный конь · c1 белый король · d1 белая ладья | f8 белый слон · a7 чёрная ладья · c7 чёрный слон · f7 чёрная пешка · h7 белый слон · c6 чёрная пешка · e6 чёрный король · f6 чёрный конь · h6 белая ладья · e5 белый конь · h5 чёрная ладья · d4 белый ферзь · g4 белая пешка · b1 чёрный конь · c1 белый король · d1 белая ладья | f8 белый слон · a7 чёрная ладья · c7 чёрный слон · f7 чёрная пешка · h7 белый слон · c6 чёрная пешка · e6 чёрный король · f6 чёрный конь · h6 белая ладья · e5 белый конь · h5 чёрная ладья · d4 белый ферзь · g4 белая пешка · b1 чёрный конь · c1 белый король · d1 белая ладья | f8 белый слон · a7 чёрная ладья · c7 чёрный слон · f7 чёрная пешка · h7 белый слон · c6 чёрная пешка · e6 чёрный король · f6 чёрный конь · h6 белая ладья · e5 белый конь · h5 чёрная ладья · d4 белый ферзь · g4 белая пешка · b1 чёрный конь · c1 белый король · d1 белая ладья | f8 белый слон · a7 чёрная ладья · c7 чёрный слон · f7 чёрная пешка · h7 белый слон · c6 чёрная пешка · e6 чёрный король · f6 чёрный конь · h6 белая ладья · e5 белый конь · h5 чёрная ладья · d4 белый ферзь · g4 белая пешка · b1 чёрный конь · c1 белый король · d1 белая ладья | f8 белый слон · a7 чёрная ладья · c7 чёрный слон · f7 чёрная пешка · h7 белый слон · c6 чёрная пешка · e6 чёрный король · f6 чёрный конь · h6 белая ладья · e5 белый конь · h5 чёрная ладья · d4 белый ферзь · g4 белая пешка · b1 чёрный конь · c1 белый король · d1 белая ладья | f8 белый слон · a7 чёрная ладья · c7 чёрный слон · f7 чёрная пешка · h7 белый слон · c6 чёрная пешка · e6 чёрный король · f6 чёрный конь · h6 белая ладья · e5 белый конь · h5 чёрная ладья · d4 белый ферзь · g4 белая пешка · b1 чёрный конь · c1 белый король · d1 белая ладья | f8 белый слон · a7 чёрная ладья · c7 чёрный слон · f7 чёрная пешка · h7 белый слон · c6 чёрная пешка · e6 чёрный король · f6 чёрный конь · h6 белая ладья · e5 белый конь · h5 чёрная ладья · d4 белый ферзь · g4 белая пешка · b1 чёрный конь · c1 белый король · d1 белая ладья | 3 |
| 2 | f8 белый слон · a7 чёрная ладья · c7 чёрный слон · f7 чёрная пешка · h7 белый слон · c6 чёрная пешка · e6 чёрный король · f6 чёрный конь · h6 белая ладья · e5 белый конь · h5 чёрная ладья · d4 белый ферзь · g4 белая пешка · b1 чёрный конь · c1 белый король · d1 белая ладья | f8 белый слон · a7 чёрная ладья · c7 чёрный слон · f7 чёрная пешка · h7 белый слон · c6 чёрная пешка · e6 чёрный король · f6 чёрный конь · h6 белая ладья · e5 белый конь · h5 чёрная ладья · d4 белый ферзь · g4 белая пешка · b1 чёрный конь · c1 белый король · d1 белая ладья | f8 белый слон · a7 чёрная ладья · c7 чёрный слон · f7 чёрная пешка · h7 белый слон · c6 чёрная пешка · e6 чёрный король · f6 чёрный конь · h6 белая ладья · e5 белый конь · h5 чёрная ладья · d4 белый ферзь · g4 белая пешка · b1 чёрный конь · c1 белый король · d1 белая ладья | f8 белый слон · a7 чёрная ладья · c7 чёрный слон · f7 чёрная пешка · h7 белый слон · c6 чёрная пешка · e6 чёрный король · f6 чёрный конь · h6 белая ладья · e5 белый конь · h5 чёрная ладья · d4 белый ферзь · g4 белая пешка · b1 чёрный конь · c1 белый король · d1 белая ладья | f8 белый слон · a7 чёрная ладья · c7 чёрный слон · f7 чёрная пешка · h7 белый слон · c6 чёрная пешка · e6 чёрный король · f6 чёрный конь · h6 белая ладья · e5 белый конь · h5 чёрная ладья · d4 белый ферзь · g4 белая пешка · b1 чёрный конь · c1 белый король · d1 белая ладья | f8 белый слон · a7 чёрная ладья · c7 чёрный слон · f7 чёрная пешка · h7 белый слон · c6 чёрная пешка · e6 чёрный король · f6 чёрный конь · h6 белая ладья · e5 белый конь · h5 чёрная ладья · d4 белый ферзь · g4 белая пешка · b1 чёрный конь · c1 белый король · d1 белая ладья | f8 белый слон · a7 чёрная ладья · c7 чёрный слон · f7 чёрная пешка · h7 белый слон · c6 чёрная пешка · e6 чёрный король · f6 чёрный конь · h6 белая ладья · e5 белый конь · h5 чёрная ладья · d4 белый ферзь · g4 белая пешка · b1 чёрный конь · c1 белый король · d1 белая ладья | f8 белый слон · a7 чёрная ладья · c7 чёрный слон · f7 чёрная пешка · h7 белый слон · c6 чёрная пешка · e6 чёрный король · f6 чёрный конь · h6 белая ладья · e5 белый конь · h5 чёрная ладья · d4 белый ферзь · g4 белая пешка · b1 чёрный конь · c1 белый король · d1 белая ладья | 2 |
| 1 | f8 белый слон · a7 чёрная ладья · c7 чёрный слон · f7 чёрная пешка · h7 белый слон · c6 чёрная пешка · e6 чёрный король · f6 чёрный конь · h6 белая ладья · e5 белый конь · h5 чёрная ладья · d4 белый ферзь · g4 белая пешка · b1 чёрный конь · c1 белый король · d1 белая ладья | f8 белый слон · a7 чёрная ладья · c7 чёрный слон · f7 чёрная пешка · h7 белый слон · c6 чёрная пешка · e6 чёрный король · f6 чёрный конь · h6 белая ладья · e5 белый конь · h5 чёрная ладья · d4 белый ферзь · g4 белая пешка · b1 чёрный конь · c1 белый король · d1 белая ладья | f8 белый слон · a7 чёрная ладья · c7 чёрный слон · f7 чёрная пешка · h7 белый слон · c6 чёрная пешка · e6 чёрный король · f6 чёрный конь · h6 белая ладья · e5 белый конь · h5 чёрная ладья · d4 белый ферзь · g4 белая пешка · b1 чёрный конь · c1 белый король · d1 белая ладья | f8 белый слон · a7 чёрная ладья · c7 чёрный слон · f7 чёрная пешка · h7 белый слон · c6 чёрная пешка · e6 чёрный король · f6 чёрный конь · h6 белая ладья · e5 белый конь · h5 чёрная ладья · d4 белый ферзь · g4 белая пешка · b1 чёрный конь · c1 белый король · d1 белая ладья | f8 белый слон · a7 чёрная ладья · c7 чёрный слон · f7 чёрная пешка · h7 белый слон · c6 чёрная пешка · e6 чёрный король · f6 чёрный конь · h6 белая ладья · e5 белый конь · h5 чёрная ладья · d4 белый ферзь · g4 белая пешка · b1 чёрный конь · c1 белый король · d1 белая ладья | f8 белый слон · a7 чёрная ладья · c7 чёрный слон · f7 чёрная пешка · h7 белый слон · c6 чёрная пешка · e6 чёрный король · f6 чёрный конь · h6 белая ладья · e5 белый конь · h5 чёрная ладья · d4 белый ферзь · g4 белая пешка · b1 чёрный конь · c1 белый король · d1 белая ладья | f8 белый слон · a7 чёрная ладья · c7 чёрный слон · f7 чёрная пешка · h7 белый слон · c6 чёрная пешка · e6 чёрный король · f6 чёрный конь · h6 белая ладья · e5 белый конь · h5 чёрная ладья · d4 белый ферзь · g4 белая пешка · b1 чёрный конь · c1 белый король · d1 белая ладья | f8 белый слон · a7 чёрная ладья · c7 чёрный слон · f7 чёрная пешка · h7 белый слон · c6 чёрная пешка · e6 чёрный король · f6 чёрный конь · h6 белая ладья · e5 белый конь · h5 чёрная ладья · d4 белый ферзь · g4 белая пешка · b1 чёрный конь · c1 белый король · d1 белая ладья | 1 |
|   | a | b | c | d | e | f | g | h |   |

Иллюзорная игра:

1…Л:е5 2.Фd7#, 1…C:e5 2.Фс4#.
Ложный след:

1.Kd3? (угроза 2.Л:f6#),

1…Ле5 2.Kf4#, 1…Ce5 2.Kc5# — перекрытие Гримшоу. Но 1…Лd5!
Решение:

1.Ле1! с двумя угрозами 2.Фd7# и 2.Фc4#,

1…Л:е5 2.Cf5#, 1…C:e5 2.Фd6# — самосвязывание (см. Связка).
Тема Загоруйко — простая перемена матов (на ходы чёрных 1...Лe5 и 1...Сe5) в трёх фазах, и тема Руденко — двойная угроза одной фазы является матующими ходами в вариантах другой фазы.